# (5352) Fujita
(5352) Fujita es un asteroide perteneciente al cinturón de asteroides, descubierto el 27 de diciembre de 1989 por Yoshio Kushida y el también astrónomo Osamu Muramatsu desde el Yatsugatake-Kobuchizawa Observatory, Japón.

## Designación y nombre
Designado provisionalmente como 1989 YN. Fue nombrado Fujita en honor a Yoshio Fujita, profesor emérito de la Universidad de Tokio, conocido por su trabajo pionero sobre los espectros de las estrellas tardías. en particular de estrellas de carbono frías, con su determinación de la proporción de isótopos de carbono. Fue presidente de la Sociedad Astronómica de Japón durante los años 1961-1963 y presidente de la Comisión 29 de la IAU durante los años 1970-1973. Ha sido miembro de la Academia de Japón desde 1965 y de la Société Royale des Sciences de Liege desde 1969.

## Características orbitales
Fujita está situado a una distancia media del Sol de 2,387 ua, pudiendo alejarse hasta 2,774 ua y acercarse hasta 2,000 ua. Su excentricidad es 0,161 y la inclinación orbital 4,280 grados. Emplea 1347,50 días en completar una órbita alrededor del Sol.

## Características físicas
La magnitud absoluta de Fujita es 13,1. Tiene 4,204 km de diámetro y su albedo se estima en 0,691. 